# شرق (طرويل)
شرق الوادي أو (نقحرة: خاركي دي لا فال) هي بلدية تقع في مقاطعة طرويل ، أرغون إسبانيا. بلغ عدد سكان البلدية 96 نسمة وفقًا لتعداد عام 2004 (INE).